# Phaonia cercoechinata
Phaonia cercoechinata är en tvåvingeart som beskrevs av Fang och Fan 1986. Phaonia cercoechinata ingår i släktet Phaonia och familjen husflugor.
Artens utbredningsområde är Sichuan (Kina). Inga underarter finns listade i Catalogue of Life.